# Feira Nacional da Indústria Têxtil
A Feira Nacional da Indústria Têxtil (Fenit) é um evento de moda brasileiro que acontece anualmente no Pavilhão de Exposições do Anhembi, Parque do Ibirapuera. Precursora da São Paulo Fashion Week, em 2008 a Fenit completou cinquenta anos.[carece de fontes?]

## História

### Início e características
Idealizada pelo publicitário Caio de Alcântara Machado, inicialmente foi patrocinada pela Rhodia e tinha como objetivo central promover a indústria têxtil nacional, assim como divulgar estilistas nacionais e internacionais, tornando-se consequentemente uma oportunidade para novos modelos.  Sua primeira versão, realizada em 1958, foi um fracasso total, já que o empresariado brasileiro da época não tinha a cultura de exposição em grandes feiras. A partir da segunda, em 1960, o evento deslanchou. Em alguns anos, conseguiu reunir em torno de dois mil expositores e receber 200 mil visitantes.
A Fenit estimulou o aparecimento de uma mídia especializada em moda e beleza, como as revistas Claudia e Manequim, da Editora Abril.

### Cinquentenário
Em 1998, para comemorar o aniversário de quarenta anos da feira foi apresentada uma programação especial, a qual foi vista por 70 mil visitantes. Desfiles nacionais e internacionais, exposições e conferências sobre o passado, o presente e o futuro da moda, entre outras atividades.[carece de fontes?]
Menor mais ainda com força, a feira fez em 2008 cinquenta anos de atuação.[carece de fontes?]